# Ascoronospora yakuensis
Ascoronospora yakuensis är en svampart som beskrevs av Matsush. 2003. Ascoronospora yakuensis ingår i släktet Ascoronospora, ordningen Pleosporales, klassen Dothideomycetes, divisionen sporsäcksvampar och riket svampar.   Inga underarter finns listade i Catalogue of Life.